# David Salazar Morote
David Abraham Salazar Morote (Talavera, 12 de junio de 1953) es un ingeniero industrial y político peruano. Fue presidente del Gobierno Regional de Apurímac desde enero del 2007 hasta diciembre del 2010.

## Biografía
Nació en la ciudad de Talavera, el 12 de junio de 1953. 
Realizó sus estudios primarios en la localidad de Ongoy y la ciudad de Talavera. Los secundarios los inició en Andahuaylas y los culminó en el Colegio Militar Leoncio Prado, en la ciudad del Callao, en 1969. Entre 1970 y 1982 cursó estudios superiores de ingeniería industrial en la Universidad Nacional Mayor de San Marcos en la ciudad de Lima. Ha desarrollado su vida profesional en el sector público y privado.

## Carrera política
Entre 1995 y el 2000 fue miembro del Comité Ejecutivo Nacional del partido Unión por el Perú.

### Presidente Regional de Apurímac
En el año 2002 fundó el Frente Popular Llapanchik que mantuvo su inscripción hasta el 2015 y con el que se lanzó como candidato a la presidencia del Gobierno Regional de Apurímac en las elecciones regionales del 2002, quedando en segundo lugar de las preferencias.
En las elecciones del 2006, volvió a postular al Gobierno Regional de Apurímac y finalmente fue elegido tras obtener el 27.042% de los votos.
Durante su gestión realizó obras de saneamiento básico en el distrito de Ranracancha, así como la inversión de más de S/. 32 millones en obras para la ciudad de Abancay.
Intentó ser candidato en las elecciones generales del año 2011, sin embargo, Salazar terminó por culminar su mandato en el Gobierno Regional de Apurímac y alejarse momentáneamente de la política.

### Elecciones del 2016
En diciembre del 2015, Salazar fue presentado por el expresidente Alan García como su candidato a la segunda vicepresidencia de su plancha presidencial por Alianza Popular para las elecciones generales del 2016. También postuló al Congreso de la República por el departamento de Apurímac en las elecciones parlamentarias, sin embargo, no tuvo éxito en ninguna de sus 2 candidaturas.
En 2020, se afilió al partido Alianza para el Progreso y postuló nuevamente al Congreso de la República en las elecciones parlamentarias del 2021 donde no tuvo éxito y renunció al partido en 2023.